# KOC JAPAN株式会社
KOC JAPAN株式会社（日文：KOC・JAPAN株式会社，又称KOC JAPAN）是一家总部位于东京都中央区银座的日本公司，從事以餐厅为中心的广告代理業務。

## 概要
KOC JAPAN的创始人是香港的商人“梁震宇”，此人在香港的电视台上主持餐饮店的年度颁奖典礼“饮食天王颁奖典礼”。梁震宇2019年来到日本视察，于2020年在日本成立KOC JAPAN株式会社。
KOC JAPAN开发了支付系统“C积分”的支付系统，以及支持C积分支付的商户信息平台。
截至2022年1月，c积分的用户已超过10万人。
1. ↑  . プレスリリース・ニュースリリース配信シェアNo.1｜PR TIMES.   [2022-01-13]. （原始内容存档于2022-01-07）.
2. ↑  . Cポン | KOC・JAPAN.   [2022-01-13]. （原始内容存档于2022-01-10） （日语）.